# 武田華
武田 華（たけだ はな、8月23日 - ）は、日本の女性声優。ケンユウオフィス所属。神奈川県中郡大磯町出身。

## 来歴
小さい頃から舞台女優になりたかったが、芝居を習ったことがなく、大学生の時、慶應義塾大学文学部に行きながら「芝居を勉強したい」と思い、東京アナウンスアカデミー声優科に通い始める。当時は声優学校に行きながらも、「声優はかわいい声、特別な声でないとなれないだろう」と思っていたが、授業で外画の吹き替えに出会い、考えは一変し、「芝居ができれば普通の声でも私でも声優になれるのではないか。」と吹き替えは、新たな発見だったという。
アナウンスアカデミーでは芝居の基礎の「芝居とは相手の台詞を聞いてそれに応えるもの」を学び、周囲の人物と芝居をする充実感、名女優達を吹き替えながらする芝居が楽しくその後は一気に職業としての声優には熱中し込んでしまったという。マウスプロモーション付属俳優養成所、talk back卒業。

## 人物
趣味はゲーム、野球観戦、アイドル鑑賞。野球は横浜DeNAベイスターズのファン。
特技は歌。
資格は英検2級、秘書検定2級、囲碁3級、茶道小習、普通免許。

## 出演
太字はメインキャラクター。

### テレビアニメ
2002年
- ゴールドマッスル

2004年
- 最遊記RELOAD GUNLOCK（女性客）

2005年
- それいけ!アンパンマン（クマの男の子）
- だめっこどうぶつ（熊姉）

2006年
- 彩雲国物語（女官、女性、侍女）
- 女子高生 GIRL'S-HIGH（高橋大地、小柴奈緒）
- 蒼天の拳（女生徒3）

2007年
- 一騎当千（2007年 - 2010年、許褚仲康）- 2シリーズ
- 怪物王女（苫子〈妻〉）
- CLANNAD-クラナド-（女子生徒）
- CLAYMORE（デネヴ、町人（女）B）
- BLEACH（ロリ・アイヴァーン）

2008年
- 獣神演武 -HERO TALES-（くの一）
- ネオ アンジェリーク Abyss（市民、おばさん）
- まかでみ・WAっしょい!（羽瀬川秋穂）
- ヤッターマン（第2作）（小浜）
- 我が家のお稲荷さま。（半田隆、佐倉千晴、川島先生、女性ナレーション、ファストフード店長、女将、人形、主婦）

2009年
- 青い文学シリーズ「蜘蛛の糸・地獄変」（妻）

2010年
- 極上!!めちゃモテ委員長 セカンドコレクション（ナオミ）
- NARUTO -ナルト- 疾風伝（2010年 - 2011年、ハナレ、黒ツチ）

2011年
- THE IDOLM@STER（振付師）
- テレビまんが 昭和物語（竹内弘子）

2012年
- LUPIN the Third -峰不二子という女-（ルイーズ）

2013年
- 団地ともお（吉田由伸）

2014年
- スミ子（吉田さくら）
- めいたんていラスカル（リオ、マーサ）

2016年
- ジョジョの奇妙な冒険 ダイヤモンドは砕けない（広瀬綾那）
- ルパン三世 PART IV（ノラ）

2017年
- BORUTO-ボルト- -NARUTO NEXT GENERATIONS-（2017年 - 、黒ツチ、道頓堀ダオレ、ニュースキャスター）

2018年
- ルパン三世 PART5（ミラージュ）
- 逆転裁判 〜その「真実」、異議あり!〜（レジーナ・ロコモティ）

2019年
- おしりたんてい（ぶたローズ）
- ポケットモンスター（2019年 - 2022年、サトシ〈6歳〉、サルノリ、トゲキッス）

2020年
- ヒーリングっど♥プリキュア（2020年 - 2021年、ペギタン）
- ＜Infinite Dendrogram＞-インフィニット・デンドログラム-（ニアーラ）
- 文豪とアルケミスト 〜審判ノ歯車〜（娘〈侵蝕者〉）
- 恋とプロデューサー〜EVOL×LOVE〜（ルイス、ルチア）

2021年
- ワンダーエッグ・プライオリティ（田辺美咲、怪物少女）
- ドラえもん（テレビ朝日版第2期）（ノン子）

2022年
- アオアシ（福田の母）
- BLEACH 千年血戦篇（ロリ・アイヴァーン）

2023年
- REVENGER（修道女）
- B-PROJECT〜熱烈*ラブコール〜（ドラマ監督）

2024年
- ダンジョン飯（シスヒス）
- 名探偵コナン（老婆）

2025年
- 薬屋のひとりごと（楼蘭妃の侍女頭）
- 9-nine- Ruler’s Crown（成瀬沙月）
- 瑠璃の宝石（瀬戸の母）

### 劇場アニメ
- BORUTO -NARUTO THE MOVIE-（2015年、黒ツチ）
- 風のように（2016年、カメ吉[15]）
- 映画 聲の形（2016年、広瀬啓祐〈小学生〉）
- ヴァイオレット・エヴァーガーデン 外伝 - 永遠と自動手記人形 -（2019年、アシュリー・ランカスター[16]）
- 映画 プリキュアミラクルリープ みんなとの不思議な1日（2020年、ペギタン[17]）
- 映画 ヒーリングっど♥プリキュア ゆめのまちでキュン!っとGoGo!大変身!!（2021年、ペギタン[18]）
- 名探偵コナン 緋色の弾丸（2021年、MC）
- 竜とそばかすの姫（2022年）

### OVA
2006年
- 鬼公子炎魔（ミナ、朱美）

2007年
- 最遊記RELOAD -burial-（酒場の女B）

2008年
- ルパン三世 GREEN vs RED（DJ）

2011年
- SUPERNATURAL: THE ANIMATION（グレイの妻）

2012年
- 一騎当千 集鍔闘士血風録（許褚仲康）

2015年
- 一騎当千 Extravaganza Epoch（許褚仲康）

2020年
- 天地無用！魎皇鬼 第伍期（ミロン・ファム）[21]

### Webアニメ
- 銀河鉄道999 時空を越えたエネルギーの旅（2010年、少女）
- オーバーウォッチ：オリーサ オリジン・ストーリー（2017年、エフィ・オラデレ）
- Plott（2019年 - ）[22]
  - 全力回避フラグちゃん!（死亡フラグ、生存フラグ、恋愛フラグ 他） - 他5作品[一覧 2]
- ポケットモンスター 神とよばれし アルセウス（2022年、サルノリ）

### ゲーム
2005年
- テイルズ オブ コモンズ（キーナ）

2008年
- アーマード・コア フォーアンサー（メイ・グリーンフィールド、スティレット）
- ヴァルキリープロファイル 咎を背負う者（シェリファ、フィオナ、エルシー、イセリア・クイーン）
- ラスト レムナント

2009年
- 遠隔捜査 -真実への23日間-（新城法子）
- 涼宮ハルヒの並列（女性乗客B）

2010年
- 赤い刀（西園寺牡丹）
- 維新恋華 龍馬外伝（坂本乙女）
- 一騎当千 XROSS IMPACT（許褚仲康）
- HOSPITAL. 6人の医師（リサ・カニンガム）
- League_of_Legends（イレリア）

2011年
- 赤い刀 真（西園寺牡丹）

2012年
- NARUTO -ナルト- 疾風伝 ナルティメットストームジェネレーション（黒ツチ）
- リズム怪盗R 皇帝ナポレオンの遺産（クロード）
- Borderlands 2（タニス）

2013年
- NARUTO -ナルト- 疾風伝 ナルティメットストーム3（黒ツチ）
- BEYOND: Two Souls（子供）
- 電波人間のRPG3（とうた）

2014年
- PSYCHOBREAK（ルベン・ヴィクトリアーノ）
- ディアブロ3
- NARUTO -ナルト- 疾風伝 ナルティメットストームレボリューション（黒ツチ）

2015年
- トロピコ5（アドリアーナ・ディアス）

2016年
- スターオーシャン5 Integrity and Faithlessness（ハナ）
- スターオーシャン:アナムネシス（ハナ）
- Life Is Strange（ケイト・マーシュ）

2017年
- クイズRPG 魔法使いと黒猫のウィズ（ディライブサーバー）
- Hitman（デサンティス）
- モン娘☆は〜れむ（ラクレス）
- リディー&スールのアトリエ 〜不思議な絵画の錬金術士〜（オネット・マーレン）
- グランブルーファンタジー（2017年 - 2021年、ジェイド〈怪物形態〉、アルテミシア、ダヴィーナの侍女、ワーヒドゥ〈幼少期〉、いいセンスの扇子、ライル）

2019年
- 白猫プロジェクト（アトモス〈幼少期〉、クライン）
- 幽☆遊☆白書 100%本気バトル（瑠架）
- ボーダーランズ3（タニス）

2020年
- 龍が如く7 光と闇の行方（ソンヒ）
- プリキュア つながるぱずるん（ペギタン）
- ファイナルファンタジーVII リメイク
- 一騎当千 エクストラバースト（許褚仲康）
- ウォッチドッグス レギオン（シネマティックトレーラー）
- WAR OF THE VISIONS ファイナルファンタジー ブレイブエクスヴィアス 幻影戦争（フィービー）
- 東方LostWord(飯綱丸龍、天弓千亦、月と十六夜 十六夜咲夜)

2021年
- サムライフォース: 斬!（ビチコ）
- バディミッション BOND（少年アーロン、サルコ）
- ドラゴンクエストX いばらの巫女と滅びの神 オンライン（シィジャン兵士長、ナジ、ハナ）
- 9-nine-（成瀬沙月）
- CARAVAN STORIES（アムリタ）
- 機動戦士ガンダム 戦場の絆II（女性アバター3〈クール〉）
- Marvel's Guardians of the Galaxy（ピーター・クィル〈少年期〉）

2022年
- Fate/Grand Order（2022年 - 2023年、大黒天）
- 穢翼のユースティア（システィナ・アイル）
- ドラゴンクエストX 目覚めし五つの種族 オフライン（ハナ）
- タクティクスオウガ リボーン（ベルゼビュート）
- マリオ+ラビッツ ギャラクシーバトル（マダム・ブワラビッツ、ビィ）

2023年
- テミラーナ国の強運姫と悲運騎士団（キャス・クーガン）
- アークナイツ（メラナイト）

2024年
- 龍が如く8（ソンヒ）
- ファイナルファンタジーVII リバース

2025年
- BYAKKO ～四神部隊炎恋記～（岡本八重）

時期未定
- オランピアソワレ Catharsis（閑紅）

### ドラマCD
- 穢翼のユースティア（システィナ・アイル）
- 赤い刀（西園寺牡丹）
- あしたのきみはここにいない（三尾夕奈）
- エン女医あきら先生（海景潮 / 沢咲ミカ）
- 凍る灼熱II（エレナ）
- 最果ての君へ（晄人〈子供時代〉）
- しあわせにできるシリーズ（石川敦子）
- 執事様のお気に入りゴージャス★ドラマCD（隼斗〈子供時代〉）
- 純情ロマンチカ7（女子大生）
- 紳士協定（マネージャー）
- スターオーシャン5 -Integrity and Faithlessness-（ハナ）
- やさしい竜の殺し方外伝（若竜）
- 言ノ葉ノ花（長谷部果奈）
- 言ノ葉便り（長谷部果奈）
- 不謹慎で甘い残像（東海林祥子）

### 吹き替え

#### 担当女優
エマ・ストーン
- アロハ（アリソン・イン）
- 女王陛下のお気に入り（アビゲイル）
- バードマン あるいは（無知がもたらす予期せぬ奇跡）（サム・トムソン）
- ラ・ラ・ランド（ミア・ドーラン）

カット・グレアム
- ヴァンパイア・ダイアリーズ（ボニー・ベネット）
- クリスマス・カレンダー（アビー）
- ヒートウェイブ（クレア）

#### 映画
- アイ・アム・ナンバー4
- アイ・アム・レジェンド（TVパーソナリティ〈エイプリル・グレイス〉）※ソフト版
- アイアンマン2 ※テレビ朝日版
- アイス・クエイク（エミリー・ウェブスター〈ホリー・ディグナード〉）
- アメリカン・グラフィティ2（ヴィッキー）
- アルマゲドン・タイム ある日々の肖像（ジョニー〈ジェイリン・ウェッブ〉）
- アローン・イン・ザ・ダーク
- アローン・イン・ザ・ダークII（ナタリー・デクスター〈レイチェル・スペクター〉）
- アンダーカヴァー
- YESデー 〜ダメって言っちゃダメな日〜（ケイティ〈ジェナ・オルテガ〉）
- イルカと少年
- インヘリタンス（ローレン〈リリー・コリンズ〉[53]）
- ヴェノム（スカース〈ジェニー・スレイト〉[54]）
- 美しすぎる母（ブランカ〈エレナ・アナヤ〉）
- エクリプス/トワイライト・サーガ（ブリー〈ジョデル・フェルランド〉）
- 大いなる陰謀
- 狼たちの鎮魂歌（マイヤ）
- おまえを逮捕する（ヘリョン〈ナム・サンミ〉）
- カウベルズ パパのビジネスを救え!（サラ〈ポーラ・ブランカーティ〉）
- 家族の誕生（チェヒョン〈チョン・ユミ〉）
- キューティ・ツインズ/シュートをねらえ!
- キラーズ・オブ・ザ・フラワームーン（リータ〈ジャネー・コリンズ〉）
- クリスマスカレンダー（アビー〈カテリーナ・グレアム〉）
- クルセイダーズ（レイラ）
- ゲット スマート（ブロンド女）※テレビ朝日版
- コーラス
- ゴールデンチャイルド（キー・ナン〈シャーロット・ルイス〉）※VOD版
- 心のカルテ（ケリー〈リアナ・リベラト〉）
- 最高の人生の見つけ方（カイ）※テレビ朝日版
- 最後の初恋（アマンダ・テイラー〈メイ・ホイットマン〉）
- ザ・シューター/極大射程（キャスター）
- サラエボの花（ミラ）
- サロゲート -危険な誘い-（アナ・ウォルシュ〈ジャズ・シンクレア〉）
- しあわせの隠れ場所（コリンズ・テューイ〈リリー・コリンズ〉）
- 幸せのちから ※日本テレビ版
- しあわせの灯る場所（ケイティ・キャンベル〈マッケイリー・ミラー〉）
- 幸せのルールはママが教えてくれた（サム〈ディラン・マクラフリン〉）
- 時間回廊の殺人（ミヒ〈キム・ユンジン〉）
- ジョージアの日記/ゆーうつでキラキラな毎日（リンジー〈キンバリー・ニクソン〉）
- シルバーホーク（リサ・ハヤシ〈Lisa S.〉）
- シンデレラ・ストーリー2 ドリームダンサー（タミー〈ジェシカ・パーカー・ケネディ〉）
- スコーピオン・キング2（レイラ〈カレン・デヴィッド〉）
- ストーム・ゴッド（マンタ・ペナ〈レクサ・ドイグ〉）
- スノーホワイト/氷の王国（ドリーナ〈アレクサンドラ・ローチ〉[55]）
- セラフィム・フォールズ（シャーロット）
- セルラー ※テレビ朝日版
- ゾディアック（トスキ夫人）
- そんなガキなら捨てちゃえば?（エイプリル〈ジェーン・レヴィ〉）
- ダーウィン・アワード
- ダークナイト（ジェームズ・“ジミー”・ゴードン・Jr〈ネイサン・ギャンブル〉）※ソフト版
- タイタンの戦い（ペルセウス〈少年期〉）※テレビ朝日版
- ダイナソー・デイナ 絵本から出たティラノサウルス（ハディエル〈リッチー・ローレンス〉）
- ダニエル悪魔の赤ちゃん（マーニー）
- ダニエル・ラドクリフの マイ・ボーイ・ジャック（エルシー・キップリング〈キャリー・マリガン〉）
- 007シリーズ
  - 007 ユア・アイズ・オンリー（ビビ・ダール〈リン＝ホリー・ジョンソン〉）※DVD新録版
  - 007 カジノ・ロワイヤル（オーシャンクラブの受付嬢[56]）※テレビ朝日版
  - 007 慰めの報酬（カミーユ〈オルガ・キュリレンコ〉[57]）※キングレコード版
- ダンプリン（ハンナ〈ベックス・テイラー＝クラウス〉）
- D-WARS ディー・ウォーズ
- テッド（ニュース女1[58]）
- デンジャラス・ビューティー2（プリシラの先生）※日本テレビ版
- トールガール（ジョディ〈エヴァ・ミッシェル〉）
  - トールガール2
- ドクター・ドリトル2 ※テレビ朝日版
- ドリーム（メアリー・ジャクソン〈ジャネール・モネイ〉）
- ニンジャ・チアリーダー（モニカ）
- NERO ザ・ダークエンペラー（アクテ）
- バーバーショップ3 リニューアル!（マイケル・レイニー・Jr〈ジェイレン・パルマー〉）
- ハウスバウンド（カイリー・バックネル〈モルガナ・オライリー〉）
- ハクソー・リッジ（ドロシー・シュッテ〈テリーサ・パーマー〉）
- ハッピーエンドのできるまで（エマ）
- 87分の1の人生（ライアン〈セレステ・オコナー〉）
- バベル（ゾーラ）
- バルト大攻防戦（マルタ）
- バレッツ（マリー・ゴールドマン）
- Be Cool/ビー・クール（デショーン）
- ビーチ・エンジェルズ!(オルガ)
- ヒルズ・ハブ・アイズ（ブレンダ・カーター〈エミリー・デ・レイヴィン〉）
- フールズ・ゴールド/カリブ海に沈んだ恋の宝石（ジェマ・ハニーカット〈アレクシス・ジーナ〉）
- フェーズ6（ジョディ・ハロウェイ〈キーナン・シプカ〉）※ソフト版
- ブラインドネス
- ブラッド・ダイヤモンド（ジャシー）
- プリティ・ヘレン
- ベンジー（カーター〈ガブリエル・ベイトマン〉）
- ボーダーランズ（パトリシア・タニス博士〈ジェイミー・リー・カーティス〉[59]）
- 僕らのミライへ逆回転（アルマ〈メロニー・ディアス〉）
- ホステージ ※ソフト版
- ホテル・バディーズ ワンちゃん救出大作戦（ヘザー〈カイラ・プラット〉）
- 炎のテキサス・レンジャー リターンズ（ジェレミー）
- ポリス・ストーリー/レジェンド（ジュウ・ナン[60]）
- ホリデーオンリー: とりあえずボッチ回避法?（スローン〈エマ・ロバーツ〉）
- ボビー（レンカ・ヤナチェック〈スヴェトラーナ・メトキナ〉）
- マー -サイコパスの狂気の地下室-（マギー〈ダイアナ・シルヴァーズ〉）
- マイネーム・イズ・ハーン（リース）
- マン・フロム・トロント（ロリ〈ジャスミン・マシューズ〉[61]）
- ミスター・アーサー（ナオミ・クイン〈グレタ・ガーウィグ〉）
- ムーラン 美しき英雄（ファ・ムーラン〈リウ・ヨンシー〉）
- メガ・シャークVSクロコザウルス（レガット）
- 無双の鉄拳（ジス〈ソン・ジヒョ〉）
- モスクワ・ゼロ（リュバ）
- ものすごくうるさくて、ありえないほど近い（オスカー・シェル〈トーマス・ホーン〉）
- ユナイテッド93 ※ソフト版
- ライラの冒険 黄金の羅針盤（シスタークララ）※テレビ朝日版
- ラスト・レジェンド（エヴァ）
- ルイスと不思議の時計（ウッディ〈ブラクストン・ベルケン〉[62]）
- レッドライン
- REBEL MOON: パート2 傷跡を刻む者
- レント（ミミ〈ロザリオ・ドーソン〉）※Netflix版
- ワイルド・スピード MAX（カーナビ）※テレビ朝日版
- ワイルドリング 変身する少女（エレン・クーパー保安官〈リヴ・タイラー〉）
- 私たちの幸せな時間（ウンス）
- 私の頭の中の消しゴム（美容師）※DVD版

#### ドラマ
- アグリー・ベティ（チャーリー〈ジェイマ・メイズ〉、ダニエル・ジュニア）
- アメリカン・クライム・ストーリー/ヴェルサーチ暗殺（少年期アンドリュー）
- ER X 緊急救命室 #202、220（レナ・カールソン〈リナラ・ワシントン〉）
- ER XIV 緊急救命室 #295（フォンドラ〈ミッシェル・ジェイド・ヴァン・デル・ウォーター〉、ジン・キム〈ジェイミー・チャン〉）
- ER XV 緊急救命室 #311（デッカ・リチャーズ〈アリアナ・デラワリ〉）
- 倚天屠龍記（少年時代の張無忌）
- イルジメ〜一枝梅（イ・ヨニ〈ソン・テヨン〉、ソムソム）
- ウィッチャー（トリス〈アナ・シェイファー〉）
- ヴェロニカ・マーズ（リリー・ケイン〈アマンダ・セイフライド〉）
- LAX（クリスティーナ）
- Lの世界 シーズン3（マイキー）、シーズン4（シェイ）
- カリフォルニケーション（キャリ〈ミーガン・グッド〉）
- 救命医ハンク セレブ診療ファイル（メロディ・エヴェレット、サイモン）
- 京城クリーチャー（ユン・チェオク〈ハン・ソヒ〉）
- クリプトン（ライタ＝ゾッド〈ジョージナ・キャンベル〉）
- クリミナル・マインド FBI行動分析課
  - シーズン3 #4（キャリー）
  - シーズン6 #3（アナ）
  - シーズン7 #2（タミー・ブラッドストン〈ジョアンナ・ブラッディ〉）
  - シーズン8 #8（アディソン・ジョーンズ〈ブリタニー・カラン〉）
  - シーズン11 #11、シーズン12 #21, #22（キャット・アダムス〈オーブリー・プラザ〉）
- クリミナル・マインド 特命捜査班レッドセル
- ケース・センシティブ 静かなる殺人（メアリー・トレリーズ〈エミリー・ビーチャム〉）
- ゴースト 〜天国からのささやき シーズン2 #3（ジェイク・モリソン）
- 恋のからさわぎ
- コーリー ホワイトハウスでチョー大変!（ミーナ・パルーム〈マイアラ・ウォルシュ〉）
- サマンサ Who?（トレーシー）
- ザ・ユニット 米軍極秘部隊（ベッツィ・ブレイン、ジェニー）
- GCHQ:英国サイバー諜報局（キャシー “ケイティ”・フリーマン〈メイジー・リチャードソン＝セラーズ〉[63]）
- The O.C. シーズン3（アシュリー）
- しあわせへのセラピー #3（サブリナ）
- スーパーナチュラル（エイプリル〈シャノン・ルチオ〉）
- ストレイン 沈黙のエクリプス（ニッキー〈ニコラ・コレイア＝ダミュード〉）
- 青春ウォルダム 呪われた王宮（ミョンアン大君（テグン）〈イム・ハンビン〉）
- ダーティ・セクシー・マネー（ブライアンJr）
- 大草原の小さな家（トルーディ〈ジュリー・コッブ〉）※NHK BS4K版
- TOUCH/タッチ
- 24 -TWENTY FOUR- シーズン7（サマンサ、エリカ〈カーリー・ポープ〉）、（エリカ 〈エバー・キャラダイン〉）
- トランスペアレンツ（少年期モートン）
- トリック難事件は俺にお任せ（謎の女〈ステファニー・コーネリアセン〉）
- ナース・ジャッキー3（フランキーの妻）
- 犯罪捜査官ネイビーファイル シーズン9（ローリー・ジューン）
- 美人ライターレーンの恋愛記事（レーン・ダニエルズ〈ヒラリー・ダフ〉）
- フォーリング・ウォーター（テス〈リジー・ブロシェレ〉）
- 夫婦の世界（チ・ソヌ〈キム・ヒエ〉）
- ブラインデッド:ゾウズ・フー・キル（ヨハネス・ヴィンゲ〈ルイ・ネス＝シュミット〉[64]）
- プリズン・ブレイク ファイナルシーズン（トリシェン〈シャノン・ルシオ〉）
- プリティ・リーグ (テレビドラマ)（マキシン・“マックス”・チャップマン〈シャンテ・アダムス〉）
- ボードウォーク・エンパイア（少女期ジリアン）
- ボーンキッカーズ 考古学調査班（ヴィヴ〈ググ・バサ＝ロー〉）
- HOMELAND（クリス・ブロディ〈ジャクソン・ペイス〉）
- BONES シーズン3 #2（セリア）
- 僕のヤバイ妻（デリン・ボズテペ〈ゴンジャ・ウスラテリ〉）
- ボディ・オブ・プルーフ2 死体の証言（カレン）
- マイ・プリンセス（イ・ソル〈キム・テヒ〉）
- マキシマ オランダ・プリンセス物語
- 名探偵ポワロ 鳩のなかの猫（シャイスタ王女）
- 名探偵モンク3 #2
- ラスト・スキャンダル（チャン・フン〈イ・インソン〉）
- リゾーリ&アイルズ2
- ワイルドカード〜捜査バディは天才詐欺師!?〜 #3
- わかっていても（ユ・ナビ〈ハン・ソヒ〉）

#### アニメ
- オーバン・スターレーサーズ（ノリ王妃）
- サウスパーク（バターズ・ストッチ 他）※FOX版
- サマーキャンプ・アイランド（スージー[65]）
- シーラとプリンセス戦士（マーラ）
- 手裏剣スクール（キタ先生）
- ズーとたのしいシマウマかぞく（ズー）
- チャウダー（チャウダー）
- ディーとなかまのオズの国
- ティーン・タイタンズ（バンブルビー、シロネリアン）
  - ティーン・タイタンズGO!（バンブルビー）
- ドーラ（バックパック、ベニー、おばあちゃん、ピアノの門、ドーラの弟）※テレビ東京版
- Happiness is: スヌーピーと幸せのブランケット（シュローダー）
- ビー・ムービー
- パラノーマン ブライス・ホローの謎（ノーマン・バブコック）
- マダガスカル2
- モーターシティ（ジュリー）

#### テレビ番組（吹き替え）
- プロジェクト・ランウェイ2（クロエ・ダオ）
- KonMari 〜人生がときめく片づけの魔法〜（近藤麻理恵）

### テレビ番組
- 奇跡体験!アンビリバボー（ナレーション、不定期担当）
- モーガン・フリーマン 時空を超えて（声の出演）
- 地球ドラマチック「あなたの知らない"自由の女神"〜隠された謎に迫る〜」（声の出演）
- 天才てれびくんhello,（2021年 - 2022年、ジェイジェイ）
- バトンタッチ SDGsはじめてます（キャラクター フワリンの声、ナレーション兼任時期有り）
- 囲碁フォーカス（2023年 - 、コモクちゃん）
- 本当にあった㊙#衝撃ファイル[66]（2024年）
- BS世界のドキュメンタリー
  - 抵抗の“種”をまく メキシコのキュートで過激なイラストレーター（2024年、"マール"マレモト）

### パチンコ・パチスロ
- ぱちんこ ガラスの仮面（2020年、春日泰子、水城冴子[67]）

### ボイスドラマ
- アウトリ（2024年、大原遊斗[68]）

## ディスコグラフィ

### キャラクターソング
| 発売日        | 商品名                                                       | 歌                                       | 楽曲                 | 備考                                            |
| ------------- | ------------------------------------------------------------ | ---------------------------------------- | -------------------- | ----------------------------------------------- |
| 2007年9月27日 | CLAYMORE INTIMATE PERSONA 〜キャラクターソング集〜           | デネヴ（武田華）                         | 「覚醒」             | テレビアニメ『CLAYMORE』関連曲                  |
| 2020年7月8日  | ヒーリングっど♥プリキュア ボーカルアルバム 〜Voice of life〜 | 沢泉ちゆ（依田菜津）、ペギタン（武田華） | 「ホッとスプリング」 | テレビアニメ『ヒーリングっど♥プリキュア』関連曲 |

### シリーズ一覧
1. ↑  第2期『Dragon Destiny』（2007年）、第4期『XTREME XECUTOR』（2010年）
2. ↑  『テイコウペンギン』、『混血のカレコレ』、『秘密結社ヤルミナティー』、『円満解決!閻魔ちゃん』、『ブラックチャンネル 』

### 初出話一覧
1. ↑  第9話初出
2. ↑  第8話初出
3. ↑  第21話初出
4. ↑  第1125話初出
5. ↑  第37話初出
6. ↑  第1話初出
7. ↑  第7話初出